# تود كلارك
تود كلارك (بالإنجليزية: Todd Clarke)‏ هو لاعب كرة قدم أسترالي، ولد في 28 أبريل 1951. لعب مع وايت سيتي وودفيل.